# Bandana (cântec)
„Bandana” este un cântec al cântăreței de origine moldovenească Irina Rimes înregistrat în compania rapperului Killa Fonic. Melodia a fost creată de Irina alături de Killa Fonic și Costin Bodea. Piesa a fost lansată împreună cu un videoclip pe 16 octombrie 2017 și a fost inclusă pe albumul de debut al Irinei, Despre el (2017).

## Clasamente
| Țară (clasament) | Poziția maximă | Referință |
| ---------------- | -------------- | --------- |
| Airplay Top 100  | 97             | [ 1 ]     |